# 铁苋菜
铁苋菜（学名：Acalypha australis）是一种大戟科植物。这种植物在中国分布于长江以南，黄河中下游，沿海及西南、华南各省区；此外，朝鲜、越南、日本、菲律宾也有。